# سيباستيان زيمر
سيباستيان زيمر (بالألمانية: Sebastian Zimmer) (و. 1982 – م) هو لاعب كرة قدم، من ألمانيا، ولد في ترير.

## روابط خارجية
- سيباستيان زيمر على موقع قاعدة بيانات كرة القدم.إي يو (الإنجليزية)
- سيباستيان زيمر على موقع عالم كرة القدم.نت (الإنجليزية)